# Frank Jensen
Frank Jensen (ur. 28 maja 1961 w Ulstedzie) – duński polityk i samorządowiec, minister ds. badań w latach 1994–1996, minister sprawiedliwości w latach 1996–2001, parlamentarzysta, od 2010 do 2020 burmistrz Kopenhagi.

## Życiorys
W 1986 ukończył ekonomię na Uniwersytecie w Aalborgu, po czym podjął pracę na tej uczelni. Od końca lat 70. był aktywnym działaczem Danmarks Socialdemokratiske Ungdom, organizacji młodzieżowej Socialdemokraterne. Pełnił funkcję przewodniczącego tej organizacji w gminie Støvring i następnie w Jutlandii Północnej. Obejmował też funkcje w lokalnych władzach partii socjaldemokratycznej.
Od września 1987 do listopada 2007 zasiadał w Folketingecie. Od 27 września 1994 do 30 grudnia 1996 pełnił funkcję ministra ds. badań, a następnie do 27 listopada 2001 ministra sprawiedliwości w kolejnych gabinetach premiera Poula Nyrupa Rasmussena.
W kwietniu 2005 wziął udział w wyborze nowego lidera socjaldemokratów, gdy po porażce partii w wyborach parlamentarnych ze stanowiska zrezygnował Mogens Lykketoft. Przegrał jednak z Helle Thorning-Schmidt stosunkiem głosów 47% do 53%. W 2009 nominowany na urząd burmistrza Kopenhagi, stanowisko to objął 1 stycznia 2010. Powołany został też na wiceprzewodniczącego Socialdemokraterne. W październiku 2020 zrezygnował z urzędu burmistrza oraz funkcji partyjnej. Doszło do tego w związku z upublicznionymi przypadkami molestowania seksualnego z jego strony.